# Boršov (Malšín)
Boršov (německy Gießhübel) je částečně zaniklá osada v okrese Český Krumlov v Jihočeském kraji. Nachází se asi 1,5 kilometru od Malšína.

## Název
Původní název osady byl Baršov a byl odvozen z osobního jména Bareš (zkrácená varianta Bartoloměje) ve významu Baršův dvůr. Německá varianta Gießhübel je složeninou dvou slov. Pochází ze střední horní němčiny a označuje místo prudkého vodního toku. V historických pramenech se název vsi objevuje ve tvarech: Barssow (1378, 1454), Gysibl (okolo roku 1540), Gishübl (1720) a Gieszhübl (1841). Tvar Boršov se objevil omylem až roku 1923.

## Historie
První písemná zmínka o vesnici pochází z roku 1378.

## Obyvatelstvo
|           | 1869 | 1880 | 1890 | 1900 | 1910 | 1921 | 1930 | 1950 |
| --------- | ---- | ---- | ---- | ---- | ---- | ---- | ---- | ---- |
| Obyvatelé | 57   | 59   | 48   | 46   | 55   | 55   | 47   | 17   |
| Domy      | 7    | 7    | 7    | 7    | 7    | 7    | 7    | 5    |

## Obecní správa
Osada Boršov stojí v katastrálním území Boršov u Loučovic s rozlohou 1,49 km². Boršov byl při sčítání lidu v letech 1869–1930 osadou obce Bolechy v okrese Kaplice. Při sčítání v roce 1950 osada patřila k Loučovicím a v dalších letech jako místní část zanikla. Její katastrální území bylo roku 1980 připojeno k Malšínu.